# ساردیناتا
ساردیناتا (به اسپانیایی: Sardinata) یک سکونتگاه مسکونی در کلمبیا است که در بخش نورته د سانتاندر واقع شده‌است.